# Позитано (град)
Вижте пояснителната страница за други значения на Позитано.
Позитано (на италиански: Positano) е град и община в Южна Италия.

## Климат
Климатът в Позитано е от средиземноморски тип, което води до меки зими, когато температурите не падат под 6° C, и дълги, влажни лета. Поради благоприятния си климат и природа Позитано е ваканционно селище още от времето на Римската империя, което е установено от разкопки на ваканционна вила. Стълбите, свързващи горните и долните квартали, са изключително типични за града.

## География
Позитано е живописен морски курортен град в област (регион) Кампания на провинция Салерно. Разположен е на северния бряг на Салернския залив. На около 55 км в източна посока се намира провинциалния център Салерно. На около 50 км на северозапад е град Неапол. След Позитано в източна посока (на около 10 км) е малкия живописен курортен град Праяно. Той е най-западния град от Амалфийското крайбрежие. Население 3968 жители към 1 април 2009 г.

## История
В Средновековието Позитано е бил пристанище на република Амалфи.

## Икономика
Днес туризмът е основната индустрия на градчето. Позитано е известен с напитката лимончело, която може да бъде намерена само на малък щанд на главното пристанище.
Бързото разрастване от малко градче в международна дестинация се дължи на развитието на туризма. Освен плажовете, музеите и скалите, из Позитано са разпръснати ресторанти и магазини за дрехи, коиго привличат много туристи от цял свят. В дворовете на къщите растат лимонени и портокалови дървета, чиито плодове често се продават на пазарите из града. 

## Фотогалерия
- Общ изглед на града
- Крайбрежието на Позитано
- Изглед от града
- Църквата на града